# Chambre 12 Tour
 (septembre 2020).
Le Chambre 12 Tour est la première tournée de la chanteuse française Louane, qui soutient la promotion de l'album Chambre 12.
Connue par le film La Famille Bélier, la jeune chanteuse publiera son premier album Chambre 12. C'est un réel succès pour la jeune chanteuse, qui lui permet de lancer sa carrière et ses tournées. 
La tournée est annoncée en juin 2015, débute le 3 novembre 2015, à La Rochelle, dans la salle de la Sirène, et prend fin le 25 mai 2016 au Zénith de Lille. 
Cette tournée donne lieu à 89 concerts en France et 5 concerts en Belgique, 3 concerts en Suisse et 13 en Allemagne. Les tickets ont été mis en vente le 5 juin 2015, soit le jour de l'annonce des dates.
La tournée a été divisée en 3 étapes, la première commence en novembre 2015 et se finit en janvier 2016, elle consiste en une plus courte tournée dans de plus petites sales.
La deuxième étape consiste en une série de concerts plus longue dans des salles plus grandes, dont la plupart sont des Zéniths.
La troisième et dernière étape consiste en une série de concerts dans des festivals pendant l'été 2016.

## Liste des titres
Cette liste représente le concert du 25 mars à Metz, elle ne représente pas nécessairement tous les concerts de la tournée.
1. Jeune (J'ai envie)
2. Incontrôlable
3. Du Courage
4. Tourne
5. Alien
6. La Fuite
7. Jour 1
8. Sorry (Cover de Justin Bieber)
9. La Mère a Titi
10. Je vole
11. Notre Amour Boit La Tasse
12. Nous
13. Chambre 12
14. Girls and Boys (cover de Blur)
15. Nos Secrets
16. Avenir
17. Blank Space / Style (Cover de Taylor Swift)
18. Caravane (cover de Raphael)
19. Rester Seule
20. Maman

## Dates et lieux des concerts
| Date                 | Pays                     | Ville     | Salle                                |
| -------------------- | ------------------------ | --------- | ------------------------------------ |
| 1re Étape            |                          |           |                                      |
| 3 novembre 2015      | La Rochelle              | France    | La Sirène                            |
| 4 novembre 2015      | La Rochelle              | France    | La Sirène                            |
| 12 novembre 2016     | Caen                     | France    | Le Cargö                             |
| 13 novembre 2015     | Lille                    | France    | L'Aéronef                            |
| 14 novembre 2015     | Rouen                    | France    | Le 106                               |
| 15 novembre 2015     | Bruxelles                | Belgique  | Ancienne Belgique                    |
| 18 novembre 2015     | Bourg-en-Bresse          | France    | Ekinox                               |
| 19 novembre 2015     | Lyon                     | France    | Le Transbordeur                      |
| 20 novembre 2015     | Genève                   | Suisse    | Thonex Live                          |
| 21 novembre 2015     | Nîmes                    | France    | Paloma                               |
| 24 novembre 2015     | Toulouse                 | France    | Le Bikini                            |
| 25 novembre 2015     | Bordeaux                 | France    | Le Rocher de Palmer                  |
| 26 novembre 2015     | Nantes                   | France    | La Carrière                          |
| 2 décembre 2015      | Brest                    | France    | La Carène                            |
| 3 décembre 2015      | Le Mans                  | France    | L'Oasis                              |
| 4 décembre 2015      | Nancy                    | France    | L'Autre Canal                        |
| 5 décembre 2015      | Saint-Omer               | France    | Scénéo                               |
| 9 décembre 2015      | Paris                    | France    | Le Bataclan                          |
| 10 décembre 2015     | Paris                    | France    | Le Bataclan                          |
| 13 décembre 2015     | Paris                    | France    | L'Olympia                            |
| 16 décembre 2015     | Clermont-Ferrand         | France    | Coopérative de Mai                   |
| 17 décembre 2015     | Grenoble                 | France    | Le Summum                            |
| 18 décembre 2015     | Marseille                | France    | Le Silo                              |
| 9 janvier 2016       | Rouen                    | France    | Le 106                               |
| 10 janvier 2016      | Bruxelles                | Belgique  | Ancienne Belgique                    |
| 15 février 2016      | Cologne                  | Allemagne | Gloria Theater                       |
| 16 février 2016      | Munich                   | Allemagne | Freiheizhalle                        |
| 18 février 2016      | Hambourg                 | Allemagne | Mojo Club                            |
| 19 février 2016      | Berlin                   | Allemagne | Heimathafen Neukölln                 |
| 2e Étape             |                          |           |                                      |
| 16 mars 2016         | Orléans                  | France    | Zénith                               |
| 17 mars 2016         | Amiens                   | France    | Zénith                               |
| 23 mars 2016         | Dijon                    | France    | Zénith                               |
| 24 mars 2016         | Strasbourg               | France    | Zénith                               |
| 25 mars 2016         | Metz                     | France    | Arènes de Metz                       |
| 26 mars 2016         | Nancy                    | France    | Zénith                               |
| 7 avril 2016         | Rennes                   | France    | Musikhall                            |
| 8 avril 2016         | Angers                   | France    | Arena Loire                          |
| 9 avril 2016         | Rouen                    | France    | Zénith                               |
| 13 avril 2016        | Clermont-Ferrand         | France    | Zénith                               |
| 14 avril 2016        | Lyon                     | France    | Halle Tony-Garnier                   |
| 15 avril 2016        | Genève                   | Suisse    | Arena de Genève                      |
| 20 avril 2016        | Toulouse                 | France    | Zénith                               |
| 21 avril 2016        | Bordeaux                 | France    | Patinoire de Mériadeck               |
| 22 avril 2016        | Pau                      | France    | Zénith de Pau                        |
| 23 avril 2016        | Limoges                  | France    | Zénith                               |
| 27 avril 2016        | Montpellier              | France    | Sud de France Arena                  |
| 28 avril 2016        | Marseille                | France    | Dôme                                 |
| 29 avril 2016        | Nice                     | France    | Palais Nikaïa                        |
| 11 mai 2016          | Le Mans                  | France    | Antarès                              |
| 12 mai 2016          | Brest                    | France    | Brest Arena                          |
| 13 mai 2016          | Nantes                   | France    | Zénith                               |
| 14 mai 2016          | Caen                     | France    | Zénith                               |
| 18 mai 2016          | Paris                    | France    | Zénith                               |
| 19 mai 2016          | Paris                    | France    | Zénith                               |
| 20 mai 2016          | Paris                    | France    | Zénith                               |
| 22 mai 2016          | Saint-Laurent-de-Cuves   | France    | Festival Papillons de nuit           |
| 24 mai 2016          | Lille                    | France    | Zénith                               |
| 25 mai 2016          | Lille                    | France    | Zénith                               |
| 26 mai 2016          | Bruxelles                | Belgique  | Forest National                      |
| 28 mai 2016          | Saint-Étienne            | France    | Zénith                               |
| 29 mai 2016          | Chambéry                 | France    | Le Phare                             |
| 3e Étape (Festivals) |                          |           |                                      |
| 19 juin 2016         | Ruoms                    | France    | Aluna Festival                       |
| 26 juin 2016         | Paris                    | France    | Festival Solidays                    |
| 4 juillet 2016       | Bonn                     | Allemagne | Kunstrasen Festival                  |
| 7 juillet 2016       | Albi                     | France    | Festival Pause Guitare               |
| 8 juillet 2016       | Saint Vincent de Tyrosse | France    | Arènes Marcel Dangou                 |
| 9 juillet 2016       | Saint-Malo-du-Bois       | France    | Festival de Poupet                   |
| 10 juillet 2016      | Saint-Malo-du-Bois       | France    | Festival de Poupet                   |
| 13 juillet 2016      | La Rochelle              | France    | Festival Francofolies                |
| 15 juillet 2016      | Le Puy-en-Velay          | France    | Festival Les Nuits de Saint-Jacques  |
| 17 juillet 2016      | Carhaix-Plouguer         | France    | Festival des Vieilles Charrues       |
| 20 juillet 2016      | Vienne                   | France    | Théâtre antique de Vienne            |
| 21 juillet 2016      | Brive-la-Gaillarde       | France    | Brive Festival                       |
| 22 juillet 2016      | Spa                      | Belgique  | Festival Francofolies de Spa         |
| 23 juillet 2016      | Le Portel                | France    | Festival de la Côte d'Opale          |
| 24 juillet 2016      | Nyon                     | Suisse    | Paléo Festival                       |
| 29 juillet 2016      | Carpentras               | France    | Château Durbesson                    |
| 30 juillet 2016      | Saint-Tropez             | France    | Festival Les Soirées de la Citadelle |
| 31 juillet 2016      | Carcassonne              | France    | Festival de Carcassonne              |
| 5 aout 2016          | Iéna                     | Allemagne | Kulturarena Festival                 |
| 6 aout 2016          | Friedrichshafen          | Allemagne | Kulturufer Festival                  |
| 7 aout 2016          | Mayence                  | Allemagne | Summer In the City Festival          |
| 11 aout 2016         | Colmar                   | France    | Foire aux vins d'Alsace              |
| 13 aout 2016         | Bruxelles                | Belgique  | Brussels Summer Festival             |
| 16 aout 2016         | Ajaccio                  | France    | Théâtre de Verdure                   |
| 16 septembre 2016    | Baden-Baden              | Allemagne | SWR3 New Pop Festival                |
| 17 septembre 2016    | Göttingen                | Allemagne | NDR2 Soundcheck Festival             |
| 20 septembre 2016    | Berlin                   | Allemagne | Huxleys Neue Welt                    |
| 22 septembre 2016    | Hambourg                 | Allemagne | Reeperbahn Festival                  |
| 23 septembre 2016    | Brunswick                | Allemagne | Kultur Im Zelt Festival              |